# جوزف ولر
جوزف ولر (انگلیسی: Joseph Wheeler; ۱۰ سپتامبر ۱۸۳۶ – ۲۵ ژانویهٔ ۱۹۰۶) سیاست‌مدار، و پرسنل نظامی اهل ایالات متحده آمریکا بود.